# Комишинська
Коми́шинська (рос. Камышинская) — присілок у складі Абатського району Тюменської області, Росія.
Населення — 97 осіб (2010, 139 у 2002).
Національний склад станом на 2002 рік:
- росіяни — 88 %